# Giorgio Biasiolo
Giorgio Biasiolo (Montecchio Maggiore, 16 febbraio 1946) è un ex calciatore italiano, di ruolo mediano.

## Carriera
Cresciuto nel Marzotto Valdagno, ha fatto vari anni di gavetta in Serie C prima di approdare al Lanerossi Vicenza nel 1968. Con i biancorossi sono bastate solamente due stagioni in Serie A per mettersi in luce e venire acquistato dal Milan nel 1970.
Punto fermo del centrocampo rossonero degli anni 1970, per le prime tre stagioni a Milano è arrivato secondo in campionato, nell'ultimo caso con lo scudetto buttato al vento nella fatal Verona. Conobbe tuttavia altri successi in maglia milanista, se non quello del tricolore: le Coppe Italia del 1972, del 1973 e del 1977, oltre alla più prestigiosa Coppa delle Coppe nel 1973. In rossonero disputò complessivamente 215 partite segnando 17 gol. 
Dal 1978 al 1980 ha militato nelle file del Siracusa vincendo il campionato di C2 e la Coppa Italia Semiprofessionisti.

## Statistiche

### Presenze e reti nei club
| Stagione     | Squadra      | Campionato   | Campionato | Campionato | Coppe nazionali | Coppe nazionali | Coppe nazionali | Coppe continentali | Coppe continentali | Coppe continentali | Altre coppe | Altre coppe | Altre coppe | Totale | Totale |
| Stagione     | Squadra      | Comp         | Pres       | Reti       | Comp            | Pres            | Reti            | Comp               | Pres               | Reti               | Comp        | Pres        | Reti        | Pres   | Reti   |
| ------------ | ------------ | ------------ | ---------- | ---------- | --------------- | --------------- | --------------- | ------------------ | ------------------ | ------------------ | ----------- | ----------- | ----------- | ------ | ------ |
| 1970-1971    | Milan        | A            | 29         | 2          | CI              | 12              | 0               | -                  | -                  | -                  | -           | -           | -           | 41     | 2      |
| 1971-1972    | Milan        | A            | 20         | 1          | CI              | 8               | 1               | CU                 | 6                  | 1                  | -           | -           | -           | 34     | 3      |
| 1972-1973    | Milan        | A            | 22         | 4          | CI              | 5               | 0               | CdC                | 7                  | 0                  | -           | -           | -           | 34     | 4      |
| 1973-1974    | Milan        | A            | 26         | 2          | CI              | 2               | 0               | CdC                | 5                  | 0                  | SU          | 2           | 0           | 35     | 2      |
| 1974-1975    | Milan        | A            | 13         | 1          | CI              | 9               | 1               | -                  | -                  | -                  | -           | -           | -           | 22     | 2      |
| 1975-1976    | Milan        | A            | 12         | 2          | CI              | 3               | 0               | CU                 | 3                  | 0                  | -           | -           | -           | 18     | 2      |
| 1976-1977    | Milan        | A            | 17         | 1          | CI              | 9               | 0               | CU                 | 4                  | 1                  | -           | -           | -           | 30     | 2      |
| set. 1977    | Milan        | A            | 0          | 0          | CI              | 0               | 0               | CdC                | 1                  | 0                  | -           | -           | -           | 1      | 0      |
| Totale Milan | Totale Milan | Totale Milan | 139        | 13         |                 | 48              | 2               |                    | 26                 | 2                  |             | 2           | 0           | 215    | 17     |

## Palmarès

### Competizioni nazionali
- Coppa Italia: 3

Milan: 1971-1972, 1972-1973, 1976-1977
- Coppa Italia Semiprofessionisti: 1

Siracusa: 1978-1979

### Competizioni internazionali
- Coppa delle Coppe: 1

Milan: 1972-1973